# Robert Edmond Grant
Robert Edmond Grant, född den 11 november 1793  i Edinburgh, död den 23 augusti 1874 i London, var en skotsk zoolog som framförallt studerade jämförande anatomi. Efter att ha erållit sin doktorsgrad i medicin 1814 företog han en studieresa genom Europa, under vilken han lärde känna Georges Cuvier, Étienne Geoffroy Saint-Hilaire och Jean-Baptiste de Lamarck vars idéer fick starkt inflytande på honom. Under sin tid som lärare i Edinburgh uppmuntrade han Charles Darwin till studier av ryggradslösa djur och gjorde honom bekant med Lamarcks läror om transmutation.
1827 utnämndes Grant till den första professorn i zoologi och jämförande anatomi vid det nybildade University College London. Denna tjänst behöll han fram till sin död 1874.
Grant är även känd för sina studier av svampdjur och han var den förste som förde dem till djurriket.